# Drammens Tidende
Drammens Tidende är den största tidningen i Buskerud fylke, Norge. Tidningen hade 2007 en upplaga på i överkant av 40 000 exemplar. Drammens Tidende ägs av Edda Media, sm tidigare var en del av Orkla-koncernen. Drammens Tidende utkom första gången 1832. 1897 slogs tidningen ihop med Buskeruds Blad.